# Lessinodytes glacialis
Lessinodytes glacialis is een keversoort uit de familie van de loopkevers (Carabidae). De wetenschappelijke naam van de soort is voor het eerst geldig gepubliceerd in 1988 door Vigna Taglianti et Sciaky.